# Arén
Arén, (Areny de Noguera em catalão), (Arén de Noguera em aragonês) é um município da Espanha na província de Huesca, comunidade autónoma de Aragão, de área 119 km² com população de 322 habitantes (2007) e densidade populacional de 2,71 hab./km².

## Demografia
| Variação demográfica do município entre 1991 e 2004 | Variação demográfica do município entre 1991 e 2004 | Variação demográfica do município entre 1991 e 2004 | Variação demográfica do município entre 1991 e 2004 |
| --------------------------------------------------- | --------------------------------------------------- | --------------------------------------------------- | --------------------------------------------------- |
| 1991                                                | 1996                                                | 2001                                                | 2004                                                |
| 439                                                 | 418                                                 | 366                                                 | 364                                                 |